# عبد الجبار عبد الرحيم الأسدي
الفريق الركن عبد الجبار عبد الرحيم الأسدي هو قائد عسكري عراقي سابق.
تخرج في الكلية الملكية العسكرية بحدود عام 1949، وكان برتبة رائد ركن أواخر سنة 1958.
شغل منصب مدير الحركات العسكرية، ثم شغل منصب آمر كلية الأركان للفترة من 21 كانون الأول 1974 لغاية 14 آب 1976، وكان حينها برتبة لواء، وقائد الفرقة الثانية، كما شغل منصب معاون رئيس أركان الجيش لشؤون العمليات.
شغل منصب وزير النقل والمواصلات للفترة من 27 تموز 1982 حتى آذار 1987.